# Veromessor pergandei

Рабочий муравей Veromessor pergandei. Вид сбоку

Рабочий муравей Veromessor pergandei. Вид сверху

В муравейнике Veromessor pergandei. Парк штата Анза-Боррего, Калифорния, США

Veromessor pergandei (лат.) — вид пустынных американских муравьёв-жнецов рода Veromessor из подсемейства Myrmicinae (триба Stenammini). Ночные и сумеречные сборщики семян растений, за которыми они фуражируют крупными колоннами со скоростью до 6 см/сек. Также известен как чёрный муравей-жнец (англ. black harvester ant) или пустынный муравей-жнец (desert harvester ant).

## Распространение
Встречаются в пустынных и полупустынных регионах Северной Америки: в США (Калифорния, Аризона, Невада) и в северной Мексике. Один из наиболее обычных видов муравьёв в пустынях Мохаве и Сонора.

## Описание
Муравьи среднего и мелкого размера (от 2 до 10 мм). Длина тела рабочих около 5 мм, солдаты до 6 мм, матки до 10 мм, самцы до 8,5 мм. От близких видов отличается блестящим коричневато-чёрным телом (ноги, жвалы и усики светлее), крупными гнездовыми кратерами (входами в колонии) и фуражировочными колоннами. В нижней части головы находится ряд длинных волосков, образующих подобие бороды (псаммофор). На заднегрудке расположена пара коротких эпинотальных шипиков (их длина меньше расстояния между их основаниями). Стебелёк между грудкой и брюшком состоит из двух узловидных члеников (петиоль и постпетиоль). Усики 12-члениковые. Глаза среднего размера, выпуклые, расположены в среднебоковой части головы. Боковые края клипеуса и передний край боковых частей головы образуют отчётливое полуокруглое вдавление у места основания мандибул. Челюсти массивные, их внешний край сильно выпуклый, округлённый, жевательный край слабо вогнутый, вооружён 2 крупными зубцами в месте соединения с внешним краем и одним мелким зубчиком у места соединения с внутренним краем, остальная часть жевательного края слабо зубчатая или гладкая. Затылочные углы головы широкоокруглённые. Тело покрыто белыми или желтоватыми волосками. На ногах короткие беловатые волоски наиболее обильны на голенях и лапках.

## Биология
Обитают в земляных гнёздах. Образуют крупные и долгоживущие колонии с численностью от 30 000 до 50 000 рабочих особей. Их гнёзда имеют подземный диаметр до 15 м и до 4 м в глубину. Муравейники имеют хорошо заметные кратеровидные входы (обычно 2 или 3 на одно гнездо). Диаметр таких насыпных кратеров обычно достигает 30 см (рекорд до 2 м), в центре которого находится входное отверстие размером около 2 см. Брачный лёт самок и самцов происходит, главным образом, в феврале, когда температура достигает примерно 22 °C.
Фуражировка муравьёв за кормом (семенами) происходит, как правило, в ночное время и в сумерки, а в прохладные зимние дни также и в дневное время. Колонны муравьёв-фуражиров уходят в среднем на 30-40 м от гнезда (самая длинная колонна прослеживалась до 70 м), а их ширина варьирует от 2 см до 1 м. Скорость движения муравьёв-фуражиров от 5 мм/сек при 16 °C до 66 мм/сек при 42 °C на поверхности почвы.
Возвращение обратно в гнездо у V. pergandei, как и у одиночных видов, зависит от небесных сигнальных ориентиров, в частности от положения солнца. Однако, в отличие от одиночно фуражирующих видов, возвращение назад у V. pergandei не опосредовано теми же критериями. Вместо этого проявление этого поведения зависит от присутствия социальных сигналов своей фуражирующей группы. Фуражиры Veromessor pergandei активно ориентируются на измененный рисунок поляризованного света над головой, а также полагаются на феромонные подсказки. Изменения в предпочтении выбора ориентиров происходили в сумерках, а также ранним утром и поздним вечером перед заходом солнца. Различия в величине сдвигов указывают на то, что фуражиры ориентируются как на поляризационный паттерн, так и на положение солнца, когда это возможно, однако в сумерках доминирует поляризационный паттерн.
Veromessor pergandei, как и другие муравьи-жнецы, собирают семена и плоды растений, например, таких кустарников как креозотовый куст (Larrea tridentata) и амброзия вида Ambrosia dumosa.
В муравейниках обнаружены клещи 7 родов, форетически ассоциированных с муравьями Veromessor pergandei: Armacarus, Forcellinia, Cosmoglyphus (Astigmatina: Acaridae), Lemanniella (Astigmatina: Lemanniellidae), Petalomium (Heterostigmatina: Pygmephoridae), Histiostoma (Atigmatina: Histiostomatidae), Unguidispus (Heterostigmatina: Microdispidae). Среди других клещей представители Tydeidae sp., Procaeculus sp., Anystidae sp., Bakerdania sp., и Tetranychidae sp..

## Биохимия феромонов
В составе различных желёз обнаружены следующие феромонные и иные вещества:
- Тридекан (C13H28), феромон тревоги[12]
- Бензальдегид (C7H6O), защитное вещество[13]
- Бензойная кислота (C7H6O2), феромон пигидиальной железы[12]
- Пальмитиновая кислота (C16H32O2), феромон пигидиальной железы[12]
- Линолевая кислота (C18H32O2), феромон пигидиальной железы[12]
- Стеариновая кислота (C18H36O2), феромон пигидиальной железы[12]
- Манделонитрил[англ.]* (C8H7NO), феромон пигидиальной железы[12]
- 3-метилгексадекан (C17H36), феромон пигидиальной железы[12]

## Систематика и этимология
Вид был впервые описан в 1886 году австрийским мирмекологом Густавом Майром (Gustav Mayr; 1830—1908) под первоначальным названием Aphaenogaster pergandei Mayr, 1886. Видовое название V. pergandei дано в честь американского энтомолога немецкого происхождения Теодора Перганде (Theodore Pergande; 1840—1916), одного из первых исследователей американских муравьёв. В разные годы включался в состав родов Aphaenogaster (Mayr, 1886), Stenamma (Emery, 1895), Novomessor (Emery, 1915), Veromessor (Wheeler, W. M. & Creighton, 1934), Messor (Bolton, 1982) и с 2014 года снова Veromessor (Ward et al., 2014).